# Казанка (Боготольский район)
Казанка — деревня в Боготольском районе Красноярского края России. Входит в состав Александровского сельсовета.

## География
Находится на правом берегу реки Чулым, примерно в 29 км к юго-западу от районного центра, города Боготол, на высоте 240 метров над уровнем моря.

## Население
| 1989 | 2002 | 2010 |
| ---- | ---- | ---- |
| 128  | ↘4   | ↘0   |